# Канијел
Канијел (фр. Canihuel) је насељено место у Француској у региону Бретања, у департману Приморје.
По подацима из 2011. године у општини је живело 374 становника, а густина насељености је износила 11,64 становника/km².

## Демографија
| 1962. | 1968. | 1975. | 1982. | 1990. | 2011. |
| ----- | ----- | ----- | ----- | ----- | ----- |
| 771   | 653   | 558   | 459   | 422   | 374   |